# Toru Yoshikawa
Toru Yoshikawa, född 13 december 1961 i Japan, är en japansk tidigare fotbollsspelare.